# Четвинд, Ричард, 5-й виконт Четвинд
Ричард Четвинд, 5-й виконт Четвинд (англ. Richard Chetwynd, 5th Viscount Chetwynd of Bearhaven; 29 сентября 1757 — 27 февраля 1821) — британский аристократ.

## Происхождение
Уильям родился 29 сентября 1757 года в Хейвуд-Парке, Литл-Хейвуд, Стаффордшир. Четвертый сын Уильяма Четвинда, 4-го виконта Четвинда (1721—1791), и Сюзанны Коуп (? — 1790), дочери сэра Джонатана Коупа, 1-го баронета.
Его дедушкой и бабушкой по отцовской линии были Уильям Четвинд, 3-й виконт Четвинд (1684—1770), и Хонора Бейкер (дочь Уильяма Бейкера, консула в Алжире) . Его дедушкой и бабушкой по материнской линии были сэр Джонатан Коуп, 1-й баронет, член Палаты общин, и Мэри Дженкинсон (третья дочь сэра Роберта Дженкинсона).

## Карьера
Поскольку его старшие братья Уильям, Джонатан и Джон умерли неженатыми, после смерти отца 12 ноября 1791 года Ричард Четвинд унаследовал титулы 5-го виконта Четвинда из Бирхейвена в графстве Керри (Пэрство Ирландии) и 5-го барона Ратдауна в графстве Дублин (Пэрство Ирландии).
Виконт Четвинд был клерком Тайного совета с 1772 по 1821 год. Он служил подполковником в Йоркском пехотном полку.

## Личная жизнь
30 июля 1791 года он женился на Шарлотте Картрайт (май 1772 — 7 апреля 1845), дочери Томаса Картрайта и Мэри Кэтрин Дезагюлье (старшей дочери генерала Томаса Дезагюлье). У супругов было трое детей:
- Ричард Уолтер Четвинд, 6-й виконт Четвинд (13 декабря 1800 — 6 декабря 1879), в 1822 году он женился на Мэри Мосс, дочери Роберта Мосса и Софии Вейланд. После её смерти он женился вторым браком на Мэри Хасси, дочери Джона Хасси, в 1861 году[4].
- Достопочтенная Эстер Четвинд (? — 26 марта 1829), в 1825 году она вышла замуж во второй раз за своего кузена Эдварда Гоулберна, сына Манби Гоулберна и достопочтенной Сюзанны Четвинд[4][7].
- Достопочтенная Мэри Энн Четвинд (1803 — 14 апреля 1889), которая умерла незамужней[7].

Лорд Четвинд скончался 27 февраля 1821 года в Болтон-Роу, Пикадилли, Лондон. Ему наследовал его единственный сын Ричард. Однако он умер, не оставив завещания, и его имущество было передано в управление в апреле 1821 года.